# Gran Premio Tecate
Гран-при Ме́хико (спонсорское название — Gran Premio Tecate) — это один из мексиканских этапов ныне не существующего формулического чемпионата Champ Car.
Гонка традиционно проходила в октябре-ноябре.

## История соревнования
Соревнование серии CART на автодроме имени братьев Родригес в Мехико впервые проведено в 1980 году и продержалось в календаре серии два года.
Два десятка лет спустя гонка вернулась в календарь чемпионата, став традиционным этапом в заключительной части сезона. Соревнование в Мехико продержалось в календаре серии до её последнего полного сезона.

### Этапы разных лет
Самым побеждающим пилотом в истории приза является француз Себастьена Бурде, побеждавший в Мехико трижды. Две победы на счету американца Рика Мирза.
Пять из восьми гонок покорились гонщикам, ставшими в тот год чемпионами серии. Тремя пилотами, ставшими победителями гонки и не выигравшими титул, стали Рик Мирз, Кенни Брак и Джастин Уилсон.
Лучшим достижением мексиканских пилотов на домашней гонке является третье место, завоёванное Марио Домингесом в 2003-м году.

## Победители
| Сезон | Дата       | Гонщик          | Шасси  | Двигатель     | Команда                    | Отчёт |
| ----- | ---------- | --------------- | ------ | ------------- | -------------------------- | ----- |
| 1980  | 26 октября | Рик Мирз        | Penske | Cosworth      | Penske Racing              | Отчёт |
| 1981  | 18 октября | Рик Мирз        | Penske | Cosworth      | Penske Racing              | Отчёт |
| 2002  | 17 ноября  | Кенни Брак      | Lola   | Toyota        | Chip Ganassi Racing        | Отчёт |
| 2003  | 12 октября | Пол Трейси      | Lola   | Ford-Cosworth | Forsythe Racing            | Отчёт |
| 2004  | 7 ноября   | Себастьен Бурде | Lola   | Ford-Cosworth | Newman/Haas Racing         | Отчёт |
| 2005  | 6 ноября   | Джастин Уилсон  | Lola   | Ford-Cosworth | RuSPORT                    | Отчёт |
| 2006  | 12 ноября  | Себастьен Бурде | Lola   | Ford-Cosworth | Newman/Haas Racing         | Отчёт |
| 2007  | 11 ноября  | Себастьен Бурде | Panoz  | Cosworth      | Newman/Haas/Lanigan Racing | Отчёт |